# Шип, Егор
Его́р Шип (настоящее имя — Его́р Влади́мирович Корабли́н; род. 12 февраля 2002, Москва) — российский видеоблогер и музыкальный исполнитель.

## Биография
Родился 12 февраля 2002 года в Москве.
Обучался в Академии популярной музыки Игоря Крутого. В 2018 году вместе с Дмитрием Губерниевым, Олимпиадой Тетерич и другой студенткой этой академии Милой Шевич вёл проходивший в Артеке финал российского национального отборочного тура «Детского Евровидения». Также вёл телепроект «Супер Дети Fest» вместе с Катей Манешиной на канале НТВ.
10 лет занимался футболом, но в 2019 году бросил.
В 2019 году начал карьеру видеоблогера, снимаясь на канале Егора Декстера в роли «богатого школьника». Каждый выпуск проходил по похожему сценарию: к Егору Шипу или какому-нибудь другому школьнику приходили в гости, и тот демонстрировал свои шикарные автомобили и дом. В реальности же всё это арендовалось на время съёмок. «В этом шоу все было неправда, но все нас считали какими-то зажравшимися чуваками», — рассказывает Шип.
20 августа 2019 года он открыл на YouTube уже свой собственный канал. Среди тем видеороликов были сцены из собственной жизни, бэкстейджи, челленджи и пранки. За первый год на его канал подписалось почти два миллиона человек. Кроме того, Егор сотрудничал с ютюбером Пашей Дворецким, снимаясь в пранках на его канале «Больше меньше».
В 2020 году стал одним из основателей дома тик-токеров Hype House Rus, но вскоре был исключён за нарушение условий пребывания. Затем основал Freedom Team House, но, по некоторым данным, сам ушёл оттуда.
Весной начал музыкальную карьеру, выпустив на лейбле Make It Music трек «Fake Love».
28 мая у него вышел новый трек «DIOR». 1 июня на «Ютюбе» был выложен клип.
В конце июня вышел трек «Как твои дела?», а 1 июля клип. Егор посвятил эту песню Вале Карнавал.
В конце июля был представлен дуэт с Мией Бойкой под названием «Пикачу», достигнувший первого места в публикуемом порталом TopHit чарте самых популярных музыкальных видео на «YouTube» и 2-го места в сводном чарте Top Radio & YouTube Hits. Снятый всего за 50 тысяч рублей клип пользуется большой популярностью на YouTube.
13 августа был выпущен трек с Пашей Лим под названием «Gameboy».
17 сентября вышла сольная песня «Не грусти». Пресса усмотрела в клипе к ней отсылки к Вале Карнавал, с которой Егор по слухам какое-то время встречался, но потом поссорился.
9 октября вышел совместный трек с Ганвестом «Безалкогольное вино». В тот же день на него вышел клип.
12 ноября вышел фит с Русом «Не влюблюсь».
2 декабря вышел сольный трек «Невидимка», а 8 декабря — клип.
В сентябре 2021 года стало известно о переходе артиста с лейбла Make It Music на Black Star Inc.. В рамках работы в лейбле Black Star Inc. принимает активное участие в мероприятиях суббрендов (Black Star Gaming, Black Star Karting, Black Star Burger и др.).
В 2023 году участвовал в шоу «Фактор страха» на телеканале СТС, где и выиграл 300 000 рублей.
30 марта 2025 года Егор заявил, что практически ослеп.

## Личная жизнь
С начала 2020 года встречался с Валей Карнавал, но уже летом того же года они расстались.

## Дискография

### Мини-альбомы
| Название | Подробности                                                                   |
| -------- | ----------------------------------------------------------------------------- |
| «DIORЫ»  | - Релиз: 29 июня 2023 - Лейбл: Black Star Inc. - Формат: цифровая дистрибуция |

### Синглы
| Год  | Название                                       | Чарты                           | Чарты                   | Примечания                       |
| Год  | Название                                       | СНГ                             | СНГ                     | Примечания                       |
| Год  | Название                                       | TopHit Top Radio & YouTube Hits | TopHit Top YouTube Hits | Примечания                       |
| ---- | ---------------------------------------------- | ------------------------------- | ----------------------- | -------------------------------- |
| 2020 | «Fake Love»                                    |                                 |                         | цифровой сингл, 23 апреля 2020   |
| 2020 | «DIOR»                                         | 66                              | 14                      | цифровой сингл, 28 мая 2020      |
| 2020 | «Dior» (DJ Nejtrino & DJ Baur Remix)           |                                 |                         | цифровой сингл, 9 июня 2020      |
| 2020 | «Как твои дела?»                               |                                 |                         | цифровой сингл, 30 июня 2020     |
| 2020 | «Пикачу» (feat. Mia Boyka)                     | 2                               | 1                       | цифровой сингл, 30 июля 2020     |
| 2020 | «Gameboy» (Remix) (feat. Pasha Leem)           |                                 |                         | цифровой сингл, 13 августа 2020  |
| 2020 | «Не грусти»                                    |                                 |                         | цифровой сингл, 17 сентября 2020 |
| 2020 | «Безалкогольное вино» (feat. Ганвест)          |                                 |                         | цифровой сингл, 9 октября 2020   |
| 2020 | «Не влюблюсь» (feat. RUS)                      |                                 |                         | цифровой сингл, 12 ноября 2020   |
| 2020 | «Невидимка»                                    |                                 |                         | цифровой сингл, 2 декабря 2020   |
| 2021 | «Наруто» (feat. Mia Boyka)                     |                                 |                         | цифровой сингл, 4 марта 2021     |
| 2021 | «Baby»                                         |                                 |                         | цифровой сингл, 31 марта 2021    |
| 2021 | «Кис кис»                                      |                                 |                         | цифровой сингл, 13 мая 2021      |
| 2021 | «18 мне уже»                                   |                                 |                         | цифровой сингл, 23 июня 2021     |
| 2021 | «Глаза фонари»                                 |                                 |                         | цифровой сингл, 17 августа 2021  |
| 2021 | «Твой любимый трек»                            |                                 |                         | цифровой сингл, 25 ноября 2021   |
| 2022 | «Антигерой»                                    |                                 |                         | цифровой сингл, 14 февраля 2022  |
| 2022 | «Гаджет»                                       |                                 |                         | цифровой сингл, 24 марта 2022    |
| 2022 | «Меган фокс» (feat. Ваша Маруся)               |                                 |                         | цифровой сингл, 14 апреля 2022   |
| 2022 | «Синий дым» (feat. Кирилл Скрипник)            |                                 |                         | цифровой сингл, 12 мая 2022      |
| 2022 | «Наше имя знают все» (feat. ST, Quincy Promes) |                                 |                         | цифровой сингл, 5 июля 2022      |
| 2022 | «Девочка в Rolls-Royce»                        |                                 |                         | цифровой сингл, 14 июля 2022     |
| 2022 | «Крючок»                                       |                                 |                         | цифровой сингл, 25 августа 2022  |
| 2022 | «Лада» (feat. Кирилл Скрипник)                 |                                 |                         | цифровой сингл, 5 октября 2022   |
| 2022 | «Алиби»                                        |                                 |                         | цифровой сингл, 26 октября 2022  |
| 2022 | «дисс на Егора Шипа»                           |                                 |                         | цифровой сингл, 16 ноября 2022   |
| 2023 | «Самая Самая»                                  |                                 |                         | цифровой сингл, 26 января 2023   |
| 2023 | «В кресле AMG»                                 |                                 |                         | цифровой сингл, 31 марта 2023    |
| 2023 | «Пикабой»                                      |                                 |                         | цифровой сингл, 19 апреля 2023   |
| 2023 | «Блатной Диор»                                 |                                 |                         | сингл из альбома, 29 июня 2023   |
| 2023 | «Бла Бла» (feat. Sleepy)                       |                                 |                         | цифровой сингл, 10 августа 2023  |
| 2023 | «Планы»                                        |                                 |                         | цифровой сингл, 31 августа 2023  |
| 2023 | «всё расскажет песня» (feat. Лапуля)           |                                 |                         | цифровой сингл, 27 сентября 2023 |
| 2023 | «Мишка»                                        |                                 |                         | цифровой сингл, 16 ноября 2023   |
| 2023 | «Подарок»                                      |                                 |                         | цифровой сингл, 21 декабря 2023  |
| 2024 | «Душа поёт»                                    |                                 |                         | цифровой сингл, 14 марта 2024    |
| 2024 | «Малиновые сны» (feat. Samoel, Доминик Джокер) |                                 |                         | цифровой сингл, 26 апреля 2024   |
| 2024 | «Я тебя не люблю»                              |                                 |                         | цифровой сингл, 19 июля 2024     |

## Награды и номинации
| Год  | Премия                                           | Номинация            | Результат | Примечание   |
| ---- | ------------------------------------------------ | -------------------- | --------- | ------------ |
| 2020 | Итоги года 2020 по версии телеканала «ТНТ Music» | Лучший тиктокер года | Номинация | Второе место |
| 2021 | ZHARA MUSIC AWARDS 2021                          | Трендсеттер года     | Номинация |              |
| 2022 | ZHARA MUSIC AWARDS 2022                          | Трендсеттер года     | Номинация |              |